# Tschechoslowakische Fußballnationalmannschaft (U-21-Männer)
Die tschechoslowakische U-21-Fußballnationalmannschaft war eine Auswahlmannschaft tschechoslowakischer Fußballspieler. Sie unterstand des Českomoravský fotbalový svaz (ČMFS) und repräsentierte ihn auf der U-21-Ebene, in Freundschaftsspielen gegen die Auswahlmannschaften anderer nationaler Verbände, aber auch bei der Europameisterschaft des Kontinentalverbandes UEFA.
Spielberechtigt waren Spieler, die ihr 21. Lebensjahr noch nicht vollendet hatten und die tschechoslowakische Staatsangehörigkeit besaßen. Bei Turnieren ist das Alter beim ersten Qualifikationsspiel maßgeblich.

## Geschichte
Der Tschechoslowakei gelang mit der U-23-Nationalmannschaft bei der ersten U-23-Europameisterschaft gleich der Sieg. Im Finale war die erste Partie gegen die Sowjetunion mit einem 2:2 noch für beide Mannschaften zum Rückspiel offengeblieben. Dort gelang der Mannschaft dann nach einer 2:0-Halbzeitführung aber auch schlussendlich ein 3:1-Sieg am Ende und damit der Titelgewinn für die Mannschaft. Teil dieser Finalmannschaft waren unter anderem auch bereits Přemysl Bičovský und Zdeněk Nehoda, welche ein paar Jahre später mit der A-Nationalmannschaft Europameister 1976 wurden.
Anschließend schied man jedoch schon im Viertelfinale aus bzw. qualifizierte sich für das Turnier im Jahr 1976 erst gar nicht. Nach der Neuausrichtung der Fußball-Jugendwettbewerbe der UEFA 1976 entschloss sich die Tschechoslowakei zur Gründung einer eigenen U-21-Nationalmannschaft. Bis zur Auflösung der Mannschaft 1994 konnte sich die Tschechoslowakei für acht der elf gespielten U21-Europameisterschaften qualifizieren. Allerdings schied man jeweils im Viertelfinale aus. Einzig in den Jahren 1982 bis 1986 schaffte man drei Mal in Folge die Qualifikation nicht.
Nach der Auflösung der Tschechoslowakei entstanden die beiden Nachfolger Tschechische Fußballnationalmannschaft (U-21-Männer) und Slowakische Fußballnationalmannschaft (U-21-Männer).

### Teilnahmen U-23-Europameisterschaften
| 1972 | Sieger             |
| 1974 | Viertelfinale      |
| 1976 | nicht qualifiziert |

### Teilnahme bei U-21-Europameisterschaften
| 1978 | Viertelfinale      |
| 1980 | Viertelfinale      |
| 1982 | nicht qualifiziert |
| 1984 | nicht qualifiziert |
| 1986 | nicht qualifiziert |
| 1988 | Viertelfinale      |
| 1990 | Viertelfinale      |
| 1992 | Viertelfinale      |
| 1994 | Viertelfinale      |

Bemerkung: Zwischen 1978 und 1992 wurde die Endrunde einer U-21-Europameisterschaft nicht in einem Land ausgetragen, sondern durch Hin- und Rückspiele in den jeweiligen teilnehmenden Nationen absolviert.